# Martha Küntzel
Martha Küntzel (verheiratet Martha Erbs-Küntzel; geboren 1857; gestorben am 8. Dezember 1942, vermutlich in Bad Blankenburg) war eine deutsche Autorin theosophischer Schriften und Übersetzerin thelemischer Schriften, insbesondere von Werken Aleister Crowleys.

## Leben

### Frühe Jahre
Martha Küntzel war eine ausgebildete Pianistin und von Beruf Klavierlehrerin. Sie vertonte unter anderem ein Gedicht von Hermann Hesse und schrieb mehrere Klavierstücke, die in den USA im Druck erschienen.
Sie wurde von Annette Essipoff unterrichtet, war Inhaberin des Diploms einer „freien Künstlerin“ des Petersburger Kaiserlichen Konservatoriums und erhielt, nachdem sie 1902 von Russland nach Berlin übersiedelte, noch zwei Jahre Unterricht durch Teresa Carreño.

### Theosophie und Thelema
In fortgeschrittenen Jahren wandte sie sich verstärkt dem Okkultismus zu und war zunächst ein Mitglied der von Franz Hartmann gegründeten Theosophischen Gesellschaft in Deutschland und bekannt mit Helena Petrovna Blavatsky.
Zu dieser Zeit war Küntzel mit dem Telegrafensekretär und Pansophen Otto Gebhardi liiert.
Gebhardi und Küntzel traten als Repräsentanten der Ideen Blavatskys auf und verfassten gemeinsam Beiträge für die Zeitschrift Theosophische Kultur des Theosophischen Kultur-Verlags, dem Nachfolger von Heinrich Tränkers Theosophischer Zentralbuchhandlung.
Später traten Küntzel und Gebhardi in den von Theodor Reuss geleiteten Ordo Templi Orientis (OTO) ein, Gebhardi unter dem Ordensnamen Ich Will (abgekürzt I.W.) und Küntzel unter dem Namen Ich Will Es (abgekürzt I.W.E.).
Im Juni 1925 lernten Gebhardi und Küntzel bei der sogenannten Weida-Konferenz in Tränkers Haus bei Hohenleuben in der Nähe von Weida den britischen Okkultisten Aleister Crowley kennen und erkannten in ihm den „Weltheiland“. Nach dieser Begegnung entwickelte sich Küntzel zu einer fanatischen Anhängerin Crowleys und dessen thelemischer Philosophie. Crowley war mit der schwangeren Leah Hirsig angereist, unter dem Namen Alostrael die siebte in der Reihe von Crowleys Scarlet Women.
Während ihrer Schwangerschaft wohnte dann die von Crowley verstoßene Hirsig bei Küntzel in Leipzig. Auch Norman Mudd, ein weiterer Begleiter Crowleys, wohnte für eine Weile bei Küntzel. Crowley hatte Hirsig und Mudd mittellos in Deutschland zurückgelassen und war weitergereist. Als Mudd, der 1934 durch Selbstmord enden sollte, sich allerdings selbst zum „Weltlehrer“ zu erklären begann, wurde er von Küntzel hinausgeworfen.

### Thelema-Verlags-Gesellschaft
Bereits bei der Weida-Konferenz 1925 war die Gründung eines Verlages für Crowleys Schriften in Deutschland erörtert worden. Sitz des Verlages sollte die Wohnung von Küntzel in der Tiefe Strasse 4 in Leipzig sein, der Vertrieb sollte über Otto Wilhelm Barths Asokthebu-Buchhandlung in München und Eugen Grosches Buchhandlung Inveha in Berlin erfolgen. Es waren zuvor bereits einige von Karl Germer übersetzte Schriften Crowleys in Tränkers Pansophie-Verlag erschienen, das hatte aber ein Ende gefunden durch die im Anschluss an die Weida-Konferenz entstandene Kluft zwischen den Anhängern Crowleys und denen von Tränker. Küntzel verabscheute Tränker, der sich um eine Ausweisung Crowleys aus Deutschland bemüht hatte.
Am 15. März 1927 wurde schließlich die Thelema-Verlags-Gesellschaft Leipzig gegründet. Teilhaber waren, neben Küntzel mit einem Anteil von 10 % am Reingewinn und Crowley mit einem Anteil von 35 %, Otto Gebhardi (Leipzig), Karl Germer (Boston), der Illustrator Oskar Hopfer (Weißendorf) und der für den Druck zuständige Bernhard Sporn (Zeulenroda). Ursprünglich hatte den Druck Otto Wilhelm Barth übernehmen sollen, dieser hatte sich aber auf Tränkers Seite geschlagen. Bei den 12 Stimmenanteilen hatten Crowley, Küntzel und Sporn je 3 Stimmen, die anderen jeweils nur eine Stimme.
In der Folge des Machtkampfes zwischen Crowleys Thelema-Anhängern und Tränkers Pansophen teilte man Küntzel und Gebhardi im Januar 1927 mit, dass sie sich nicht länger als Mitglieder der Internationalen Theosophischen Verbrüderung zu betrachten hätten und erteilte ihnen Hausverbot im Leipziger Hauptquartier der ITV.
Im Juli 1930 schloss Küntzel als Vertreterin des Thelema-Verlags einen Vertrag mit Henry Birven, der die Zeitschrift Hain der Isis herausgab, und der es Birven fortan erlaubte, Texte von Crowley herauszugeben, was Crowley ihm allerdings 1932 wieder verbot.
Die von Küntzel 1925 fertiggestellte Übersetzung von Crowleys Book of the Law wurde von Karl Germer und Henry Birven abgelehnt. Germer berichtete Crowley, Birven hielte die Übersetzung Küntzels für „kindisch und albern“. Crowley hielt Birven allerdings für einen „niedlichen alten Idioten“ und in der Folge übersetzte Küntzel weiterhin zahlreiche Werke von Crowley ins Deutsche, die dann in der Thelema-Verlags-Gesellschaft erschienen. Von einigen dieser Übersetzungen liegen auch aktuelle Neuausgaben vor. Und Küntzel blieb Crowley treu verbunden, auch durch eine umfangreiche Korrespondenz. Am 16. August 1929 war sie Gastgeberin der Braut, als Crowley in Leipzig die aus Nicaragua stammende Maria de Miramar heiratete.

### Crowley und Hitler
Küntzel war nicht nur eine glühende Verehrerin Crowleys, sondern auch von Adolf Hitler. Um 1926 war sie zu der Überzeugung gelangt, dass Hitler ihr „magischer Sohn“ sei. Sie schreibt an Crowley:

„You are perfectly right when you say I can't think politically. I never cared for politics except during the War and then since the time of Hitler's rising […]. And then it began to dawn on me how much of Hitler's thoughts were as if they had been taken from the Law of Thelema. I became his fervent admirer and am so now, and will be to my end. I have ever so often owned to this firm conviction that the close identity of Hitler's ideas with what the Book teaches endowed me with the strength necessary for my work.“

„Du hast völlig recht. Ich kann nicht politisch denken. Politik hat mich nie gekümmert, außer während des Krieges und seit dem Aufstieg Hitlers […]. Da begann ich zu sehen, dass Hitlers Gedanken wie dem Gesetz des Thelema entsprungen wirken. Ich wurde seine begeisterte Anhängerin, bin es nun und werde es bis zu meinem Ende auch bleiben. Die feste Überzeugung, dass Hitlers Ideen mit den Lehren des Buches übereinstimmen, hat mich immer wieder in meiner Arbeit bestärkt.“

Sie spricht hier ausdrücklich von einer (von ihr wahrgenommenen) Ähnlichkeit der Ideologien, nicht von einem direkten Transfer oder Einfluss. Demgegenüber kursierten Legenden den thelemischen Einfluss auf Hitlers Ideologie betreffend, denen zufolge Martha Küntzel irgendwann irgendwie das Book of the Law Hitler übergeben haben soll, um ihm die thelemischen Prinzipien als philosophische Basis des Nationalsozialismus nahe zu bringen. Gerald Yorke (1901–1983) zum Beispiel meinte sich zu erinnern, dass ein Exemplar Hitler überbracht worden wäre, als dieser „in Nürnberg“ in Haft saß. Hitler saß nicht in Nürnberg, sondern in Landsberg in Festungshaft und wurde 1924 entlassen, bevor eine erste Version des Buches 1925 erschien.
Für diese Geschichten gibt es keinerlei Beweis. Ob Küntzel jemals Kontakt zu Hitler aufzunehmen versucht hatte, ist nicht bekannt.
1925 wurde Küntzel von Crowley darüber unterricht, dass jenes Land, welches zuerst sein Book of the Law als offiziellen Text annimmt, in absehbarer Zeit die Weltherrschaft erlangen werde, und zwischen 1942 und 1944 machte Crowley diverse Anmerkungen in sein Exemplar von Hitler Speaks (deutsch: Gespräche mit Hitler) von Hermann Rauschning, aus denen ersichtlich ist, dass Crowley in der von Rauschning dargestellten Amoralität Hitlers Parallelen und Ähnlichkeiten zu seinen eigenen Glaubensbekenntnissen sah: über viele Seiten hinweg ergriff Crowley für Hitler Partei und brachte seine Begeisterung für den Führer zum Ausdruck. Crowley verbreitete nach der Lektüre die Legende, dass die von ihm entdeckten Parallelen zwischen seinen und Hitlers Ansichten nur von Martha Küntzel und seinem Book of the Law inspiriert worden sein könnten.
Freilich stellte sich Rauschnings Buch nachträglich als weitgehend gefälscht heraus, hatte da aber bereits als Quelle für einige der Legenden der rechten Esoterik gedient.
Jedenfalls fand ihre positive Einstellung zum Nationalsozialismus auf Seiten der Nazis keine Entsprechung. Sie wurde von der Gestapo zum Verhör geladen und Papiere des O.T.O aus ihrem Besitz wurden beschlagnahmt. Bei der Gestapo zeigte man sich verwundert, dass eine überzeugte Nationalsozialistin zugleich Anhängerin eines derart dubiosen Ausländers wie Crowley sein könne. Küntzel versuchte vergeblich, die völlige Kompatibilität von Thelema und der NS-Ideologie zu vermitteln, auch indem sie Schriften Crowleys an die Gestapo schickte.
Aber auch auf Seiten Crowleys erwiesen sich die Gegensätze als nicht überbrückbar. In einer Replik auf die antisemitischen Äußerungen in Küntzels Briefen schrieb Crowley ihr am 10. Mai 1939:

„[…] praktisch alles, was in Deutschland über Brutalität, Dummheit, Grausamkeit, Knechtssinn und Blutdurst hinausgeht, war jüdisch. Die Deutschen stehen […] so weit unter den Juden, wie Affen unter den Menschen stehen.“

Das war provozierend und wirkte so, eine Antwort Küntzels an Crowley ist nicht überliefert.

### Tod
Im September 1950 verbreitete Eugen Grosche das Gerücht, Martha Küntzels Spuren hätten sich angeblich in einem KZ verloren, was unglaubwürdig ist. Gemäß ihrem Schüler Friedrich Lekve, verstarb Küntzel am 8. Dezember 1942 in einem Altersheim für ehemalige Lehrer in Bad Blankenburg, wo sie seit 1937 lebte. Lekve schrieb am 11. Januar 1955 in einem Brief an Crowley: Until the last moment of her life I was with her („Bis zum letzten Augenblick ihres Lebens war ich bei ihr“). Verschiedene Quellen verbreiteten, sie habe nach Ende des Zweiten Weltkriegs noch gelebt. Ein angeblich von Küntzel stammendes Vorwort in dem 1944 erschienenen Buch Thoth wurde von Crowley selbst verfasst. Laut einem Tagebucheintrag Crowleys vom 5. Dezember 1945 – also Jahre später – sei sie im Dezember 1941 verstorben.

## Werke

### Schriften
chronologisch aufsteigend geordnet
- Die Gedanken als Schöpfer unseres Schicksals. Theosophischer Kultur-Verlag, Leipzig 1923. Neuausgabe: Ed. Geheimes Wissen, Graz 2013, ISBN 978-3-902881-44-1.
- Die Erziehung des Kindes. Theosophischer Kultur-Verlag, Leipzig 1925.

Übersetzungen:
- Helena Petrovna Blavatsky, Aleister Crowley: Liber LXXI. Die Stimme der Stille. Die beiden Pfade. Die sieben Tore. Mit einem Kommentar von Meister Therion. Thelema-Verlags-Gesellschaft, Leipzig 1928.
- Aleister Crowley: Buch 4. Thelema-Verlags-Gesellschaft, Leipzig 1927. 2 Bde. Teil 1: Mystik. Teil 2: Magick. Psychosophische Gesellschaft, Zürich 1964.
- Aleister Crowley: Kurze einführende Aufsätze. Thelema-Verlags-Gesellschaft, Leipzig 1927.
- Aleister Crowley: Berashith = Berašit. Thelema-Verlags-Gesellschaft, Leipzig 1928.
- Aleister Crowley: Die Botschaft des Meisters Therion. Übersetzt von Karl Germer und Martha Küntzel. Thelema-Verlags-Gesellschaft, Leipzig 1928. Enthält: Liber 837: Das Gesetz der Freiheit. Liber 150: De lege libellum. Die Methode von Thelema von Gérard Aumont.
- Aleister Crowley: Die wache Welt. Eine Geschichte für kleine Kinder und Säuglinge. Mit erklärenden Rand-Bemerkungen in Hebräisch und Latein, zum Gebrauch der Weisen unde Verständigen. Thelema-Verlags-Gesellschaft, Leipzig 1928.
- Aleister Crowley: Wissenschaft und Buddhismus. Thelema-Verlags-Gesellschaft, Leipzig 1928.
- Aleister Crowley, Helena Petrovna Blavatsky: Liber LXXI : Die Stimme der Stille : Die beiden Pfade : Die sieben Tore. Thelema-Verlags-Gesellschaft, Leipzig 1928.
- Gérard Aumont: Die drei Schulen der Magie. Genossenschaft Psychosophia, Zürich 1956.
- Aleister Crowley: Harpokrates – Annahme d. Gottform. Psychosophische Gesellschaft in d. Schweiz, Stein AR 1956.
- Aleister Crowley: Liber Aleph vel CXI. Das Buch von Weisheit und Narrheit ; in Form einer Epistel von 666 dem großen wilden Tier an seinen Sohn 777. Ansata, München 2003, ISBN 3-7787-7243-0.

### Kompositionen
- Vertonung von Hermann Hesse: Elisabeth[25]

Klavierstücke
- Pierrot's Serenade, veröffentlicht 1911 bei Arthur P. Schmidt, Boston, Mass.
- Impatience (Ungeduld), veröffentlicht 1911 bei Arthur P. Schmidt, Boston, Mass.